# Biwisch
Biwisch (en luxemburguès: Biwesch; en alemany: Biwisch) és una vila de la comuna de Troisvierges, situada al districte de Diekirch del cantó de Clervaux. Està a uns 57 km de distància de la ciutat de Luxemburg.

## Història
Abans del 20 de juliol de 1925 la vila] de Biwisch formava part de la comuna d'Asselborn.